# 丹妮尔·普林斯
丹妮尔·普林斯（英語：Danielle Prince，1992年6月12日—），澳大利亚女子艺术体操运动员。她曾代表澳大利亚参加2010年、2014年和2018年英联邦运动会体操比赛，获得一枚金牌和一枚铜牌。她也曾参加2016年夏季奥运会。